# Gayéri
Gayéri este un oraș din provincia Komondjari, Burkina Faso.